# Tropical House
Tropical House ist ein Subgenre des House. Die der House-Szene bekannten Musiker treten u. a. bei entsprechenden Festivals, wie Coachella, Parookaville oder Tomorrowland auf.

## Begriffsherkunft
Der Begriff tropical house soll einem Wortspiel vom australischen DJ und Musikproduzenten Thomas Jack entsprungen sein, der – aufgefordert seinen eigenen Stil zu beschreiben – Sommerstimmung am Strand (Summer Vibes and the beach) als Inspirationselement und Vorstellung von seiner Musik nannte.

## Charakteristik
Die Charakteristik des Tropical House ist nicht klar einzugrenzen. Dem gegenüber stehen dem Genre zuzuordnende Musiker, so u. a. Kygo oder Matoma. Typisches Tropical House besteht aus Klängen von Saxophon, Steel Pan, Marimba, Gitarre, Flöte, Panflöte, Klavier bzw. Keyboard. Die Percussion ist als Synthesizer in einem 4-to-the-floor Rhythmus gehalten. Das Tempo der Songs liegt bei 100 bis 125 BPM. Vocals unterstreichen und transportieren die Stimmung, sind aber nicht immer Bestandteil eines Tropical-House-Songs.

## Wichtige Interpreten
- Alex Adair
- Jonas Blue
- Cheat Codes
- Sam Feldt
- Avicii
- Felix Jaehn
- Klangkarussell
- Klingande
- Kygo
- Lost Frequencies
- Matoma
- Robin Schulz
- Mike Perry
- Alan Walker
- Filous